# Afropinnotheres larissae
Afropinnotheres larissae is een krabbensoort uit de familie van de Pinnotheridae. De wetenschappelijke naam van de soort is voor het eerst geldig gepubliceerd in 1992 door Machkevskiy.